# 高斯德
高斯德博士（John Curtis，1880年3月15日—1962年7月11日） 是一位圣公会传教士。
1880年3月15日，高斯德出生于爱尔兰都柏林，就读于都柏林三一学院，1904年接受按立。他担任都柏林Leeson Park基督堂牧师，后来加入都柏林大学福建布道会，在那里与女传教士 Eda Bryan-Brown结婚。自1929年至1950年担任圣公会浙江教区主教。返回英格兰后，他是伍斯特郡威尔顿的牧师，直到1957年。1962年7月11日去世